# Giuseppe Ruotolo
Giuseppe Ruotolo (Andria, 15 novembre 1898 – Roma, 11 giugno 1970) è stato un vescovo cattolico italiano.

## Biografia
Giuseppe Ruotolo, di umili origini, nacque ad Andria il 15 novembre 1898.
Fu ordinato sacerdote, il 17 giugno 1922.
Conseguì successivamente la laurea in diritto canonico, filosofia e teologia.
Il 13 dicembre 1937, mentre ricopriva l'incarico di professore presso il Pontificio seminario regionale di Molfetta fu eletto, a soli 39 anni, da papa Pio XI, alla sede vescovile di Ugento.
Il 20 febbraio 1938, ricevette l'ordinazione episcopale da Ferdinando Bernardi, arcivescovo di Taranto, e da Alessandro Macchi, vescovo di Como e Paolo Rostagno, vescovo di Andria, co-consacranti.
Fu devoto del santuario di Santa Maria de finibus terrae:
(don Tonino Bello)
Nel 1941 suggerì ad Elisa Martinez, alla quale aveva permesso, il 20 marzo 1938, di poter aprire, a Miggiano, una comunità religiosa di denominare l'istituto religioso da lui approvato in Figlie di Santa Maria di Leuca.
Nel 1949 promosse il "Congresso mariano salentino", preceduto nel 1948 da una "Peregrinatio" della statua della Vergine di Leuca in tutti i paesi delle diocesi di Ugento, di Gallipoli e di Nardò. A ricordo dell'evento fondò presso la basilica l'associazione mariana degli "Alfieri di Maria". Promosse inoltre l'edificazione di una casa di spiritualità e di accoglienza presso il santuario. Nel 1959 papa Giovanni XXIII, accolse la sua richiesta di variare il nome della diocesi in onore della Vergine Maria, "Madre del Capo di Leuca".
Tenne le orazioni funebri del venerabile Giuseppe Di Donna, O.SS.T., vescovo di Andria, il 5 gennaio 1952, nella cattedrale di Santa Maria Assunta e del cardinale Giovanni Panico,  a Tricase, nel luglio del 1962.
Nel 1952, ricostruì la storia della sua diocesi con interessanti notizie relative ai comuni, alle chiese e ai personaggi illustri.
Il 22 agosto 1959 inviò alla Commissione preparatoria del Concilio Vaticano II, al quale partecipò assiduamente,
le sue proposte che a suo dire potevano essere trattate dall'assemblea conciliare, dedicate in particolare: alla dottrina cristiana; all'introduzione della lingua volgare in alcune celebrazioni liturgiche; al distanziamento della prima comunione dalla cresima; all'emanazione di catechismi nazionali; all'obbligo della partecipazione agli esercizi spirituali per gli aderenti alle confraternite; alla disciplina del clero e all'abolizione dell'inamovibilità dei parroci; al coordinamento e fondazione di nuove istituzioni laicali. Un'altra proposta riguardava l'istituzione del diaconato permanente anche alle donne, la quale fu pure avanzata, in modi diversi, da León Bonaventura de Uriarte Bengoa, O.F.M., vescovo titolare di Madauro e vicario apostolico di San Ramón.
Esortò la diocesi a vivere e comprendere meglio gli insegnamenti conciliari attraverso le lettere pastorali:
- Spirito missionario con il Papa missionario, lettera apostolica, 11 febbraio 1962;
- Il Concilio Ecumenico e l'ora di Dio, 20 febbraio 1963;
- Lo Spirito Santo guida il Concilio, 11 febbraio 1964;
- Vocazione del Cristiano alla pace e alla gioia, 2 febbraio 1965;
- Rinnovamento alla luce del Concilio, 2 febbraio 1966;
- Il Vaticano II e il culto mariano, 22 gennaio 1967.

Il 9 novembre 1968 papa Paolo VI accettò le sue dimissioni, per motivi personali, dal governo pastorale della diocesi e lo nominò vescovo titolare di Atella.
Trascorse gli ultimi anni della sua vita, da semplice monaco trappista,  presso l'abbazia delle Tre Fontane a Roma ove si spense l'11 giugno 1970.
È sepolto, per suo espresso desiderio, nella basilica santuario di Santa Maria de Finibus Terrae a Santa Maria di Leuca.
Ha conferito l'ordinazione sacerdotale ai futuri vescovi Antonio Bello, di Molfetta-Ruvo-Giovinazzo-Terlizzi, e a Riccardo Ruotolo, ausiliare di Manfredonia e presidente della Casa Sollievo della Sofferenza.

## Genealogia episcopale
La genealogia episcopale è:
- Cardinale Scipione Rebiba
- Cardinale Giulio Antonio Santori
- Cardinale Girolamo Bernerio, O.P.
- Arcivescovo Galeazzo Sanvitale
- Cardinale Ludovico Ludovisi
- Cardinale Luigi Caetani
- Cardinale Ulderico Carpegna
- Cardinale Paluzzo Paluzzi Altieri degli Albertoni
- Papa Benedetto XIII
- Papa Benedetto XIV
- Cardinale Enrico Enriquez
- Arcivescovo Manuel Quintano Bonifaz
- Cardinale Buenaventura Córdoba Espinosa de la Cerda
- Cardinale Giuseppe Maria Doria Pamphilj
- Papa Pio VIII
- Papa Pio IX
- Cardinale Gustav Adolf von Hohenlohe-Schillingsfürst
- Arcivescovo Salvatore Magnasco
- Cardinale Gaetano Alimonda
- Cardinale Agostino Richelmy
- Arcivescovo Angelo Bartolomasi
- Arcivescovo Ferdinando Bernardi
- Vescovo Giuseppe Ruotolo